# جلیل نالچاکان
جلیل نالچاکان (به ترکی استانبولی: Celil Nalçakan؛ زادهٔ ۱۰ ژوئن ۱۹۷۸) بازیگر و خواننده اهل ترکیه است. از مجموعه‌های تلویزیونی که وی در آنها بازی کرده است می‌توان به مجموعهٔ تلویزیونی پویراز کارایل و خواهر و برادرانم اشاره نمود.

## زندگی‌نامه و تحصیلات
نالچاکان در تاریخ ۱۰ ژوئن ۱۹۷۸ در شهر سیواس زاده شد. مادرش معلم و پدرش تکنسین برق بود. او یک خواهر کوچکتر دارد. پس از اتمام دبیرستان وارد دانشگاه شد و در رشته مهندسی زمین‌شناسی دانشگاه جمهوریت سیواس ثبت‌نام کرد. اما پس از هفت سال، ترک تحصیل کرد و به تئاتر دولتی سیواس پیوست. بعدها تحصیل در رشته گردشگری و هتلداری را در دانشگاه بالیکسیر آغاز کرد، اما تحصیلات خود را در رشته تئاتر نیز در آنجا ادامه داد. او در امتحان توروک قبول شد و در استانبول اقامت گزید و در آنجا به تحصیل در رشته بازیگری پرداخت.

## حرفه
او کار خود را در سال ۲۰۰۶ با اولین حضور تلویزیونی خود در مجموعه تلویزیونی محبوب سیلا آغاز کرد. او سپس نقش‌های فرعی در مجموعه‌های تلویزیونی‌ داستان زمستانی و عمارت سراب داشت که برگرفته از رمان‌های کلاسیک بود، اما با بازی در مجموعه تلویزیونی آهنگ بی پایان به شهرت رسید. او قبل از اجرای برنامه‌ای با عنوان ته بطری با آلگی اکه در وب‌سایت وی‌اودی (VOD) netd.com، مدت کوتاهی در مجموعه تلویزیونی انتقام اقتباسی از مجموعه تلویزیونی انتقام ساخت کشور آمریکا ظاهر شد.
او بین سال‌های ۲۰۱۵ تا ۲۰۱۷ در مجموعه تلویزیونی پویراز کارایل و فیلم اسپین‌آف پویراز کارایل: سرمایه جهانی نقش ذوالفقار را بازی کرد.  او نقش عاکف آتاکول در مجموعه تلویزیونی خواهر و برادرانم را ایفا کرد

## آثار
| مجموعه تلویزیونی               | مجموعه تلویزیونی            | مجموعه تلویزیونی | مجموعه تلویزیونی |
| سال                            | عنوان                       | نقش              | توضیحات          |
| ------------------------------ | --------------------------- | ---------------- | ---------------- |
| ۲۰۰۶                           | سیلا                        | دلاور            |                  |
| ۲۰۰۹                           | داستان زمستانی              |                  |                  |
| ۲۰۱۱                           | عمارت سراب                  | حبیب             |                  |
| ۲۰۱۱                           | آهنگ بی پایان               | نجیب             |                  |
| ۲۰۱۱                           | حماسه کشانلی علی            | حسین             |                  |
| ۲۰۱۳                           | انتقام                      | آدم کاراکوش      |                  |
| ۲۰۱۳                           | گالیپ درویش                 | سلیم             |                  |
| ۲۰۱۳                           | وجدان                       | فاروغ            |                  |
| ۲۰۱۵–۲۰۱۷                      | پویراز کارایل               | ذوالفقار اولگن   |                  |
| ۲۰۱۷–۲۰۱۸                      | حیاتی و دیگران              | حیاتی سولماز     |                  |
| ۲۰۱۹                           | یک داستان خانوادگی          | جم گونش          |                  |
| ۲۰۲۰                           | اتاق قرمز                   | قریب             |                  |
| ۲۰۲۱–۲۰۲۴                      | خواهر و برادرانم            | عاکف آتاکول      |                  |
| فیلم و مجموعه تلویزیونی استریم |                             |                  |                  |
| سال                            | عنوان                       | نقش              | توضیحات          |
| ۲۰۲۳                           | بلبل بورسا                  | عثمان            |                  |
| سینما                          |                             |                  |                  |
| سال                            | عنوان                       | نقش              | توضیحات          |
| ۲۰۱۲                           | چاناکاله ۱۹۱۵               | شفیک آکر         |                  |
| ۲۰۱۷                           | پویراز کارایل: سرمایه جهانی | ذوالفقار اولگن   |                  |
| ۲۰۲۰                           | Ben Bir Denizim             | امید اویرگن      |                  |
| ۲۰۲۰                           | Karakomik Filmler 2: Emanet |                  |                  |
| ۲۰۲۱                           | Kimya                       |                  |                  |
| ۲۰۲۳                           | Prestij Meselesi            |                  |                  |
| TBA                            | Hiç                         |                  |                  |